# 藤山晃太郎
藤山 晃太郎（ふじやま こうたろう、1977年12月24日 - ）は、日本のマジシャン。千葉県君津市出身。伝統的な日本奇術「手妻」（文化庁記録作成等の措置を講ずべき無形文化財）を継承する数少ないマジシャンのひとり。手妻の大家であり文化庁芸術祭大賞受賞者である藤山新太郎の一番弟子であった。2010年から4年連続で日本奇術協会「ベストマジシャン」第1位に選出されている。弟弟子に藤山大樹がいる。藤山新太郎の一番弟子ではあったが後継問題が表面化し一門を脱退、手妻から引退した。公式サイトも跡地となっている。また一門脱退により芸名を封印、本名の安藤晃弘となる。
また、バーチャルリアリティで乗馬体験できる「Hashilus」をプロデュースしている。
現・Hashilus Co.Ltd.代表取締役
VRの発展に邁進中。

## 略歴
- 1997年4月 - 千葉大学入学、千葉大マジックサークル入会。
- 2002年11月 - 藤山新太郎に師事、藤間流 藤間豊治に師事。
- 2003年11月 - マジックの聖地 Los Angeles "Magic Castle" 出演。
- 2003年12月 - (社)日本奇術協会 入会。
- 2006年5月 - 三越劇場にて出世披露、藤山姓を襲名。
- 2009年4月 - ニコニコ動画での活動を開始[3]。
- 2011年7月 - ニコニコ動画への投稿動画『仏曲演奏 『法界唯心』』がニコニコ動画で動画アワード2011審査員賞受賞（岩崎貴久賞）[4]]。2011年7月現在で58万再生を記録した[5]。
- 2014年4月 - ニコニコ超会議3の超ボーカロイド感謝祭へ出演[6]。